# 青木裕子 (1977年生)
青木 裕子（あおき ゆうこ、1977年2月5日 - ）は、日本の元タレント、元歌手、元グラビアアイドル。

## 年譜
- 1995年（平成7年）
  - 山形県立米沢東高等学校卒業。
  - 「第4回ユミィオーディション」でグランプリを獲得[2]。
- 1996年（平成8年）
  - フジテレビビジュアルクイーンに黒田美礼、稲田千花、山田まりやらと共に選ばれる。
  - サントリー「ミルパワー」のCMに出演。
- 1998年（平成10年）
  - 年末頃から芸能活動を休止する。
- 2000年（平成12年）
  - 約1年半年振りにメディアに登場。
  - 7月22日、引退記念写真集「青木裕子」をリリースし、グラビア卒業宣言を行う。
- 「icy blue」としてライブ活動開始。
- 2002年（平成14年）
  - 12月28日、「icy blue」のボーカリストとして、松井五郎+中村仁とのコラボでアルバム『Blue』を発表。
- 2004年（平成16年）
  - プロレスイベントハッスルにて「ハッスル・マドンナ」の肩書きでゲスト解説を務め始める。
- 2005年（平成17年）
  - 12月25日、『ハッスル・ハウス クリスマススペシャル 涙のラストM字ビターン』において鈴木浩子GMから解雇処分を下される[3]。
- 2006年（平成18年）
  - 1月25日、「ハッスルオーディション2006」にエントリー。
  - 2月10日、「ハッスル公開オーディションドラフト合戦」に参加[4]。その後、坂田軍のマネージャーという役回りでハッスルに登場。
  - 3月1日、『ハッスルスーパータッグ選手権&「坂田組負けたら即その場で青木裕子は水着」マッチ』発表[5]。
  - 3月5日、『坂田組が負けたら青木裕子が即その場で水着マッチ』開催。坂田が逆転勝ちを収め、青木の水着姿は披露されなかった[6]。
  - 6月5日、フジテレビがイベント興行会社ドリームステージエンターテインメント（Dream Stage Entertainment、DSE）との契約を解除したため、説明なく青木は降板となる。
- 2008年（平成20年）
  - 1月25日、下北沢MOSAiCにてラストライブを行い「icy blue」解散。
- 2009年（平成21年）
  - 12月25日、「東京 Cover Night 〜X`mas party〜」にボーカル&ギターで出演。
- 2010年（平成22年）
  - 結婚を機に、芸能界を引退。

## 人物
- 趣味：スノーボード
- 好きな食べ物：もつ煮、タイ料理
- 好きな言葉：「強い信念、岩をも通す」
- 好きな場所：居酒屋、漫画喫茶
- 嫌いな物：飛行機、水
- 兄がいる[2]。

## エピソード
- 高校卒業後は仙台のヘアメイクの専門学校に入学することが決まっていたが、芸能界デビューすることになったため、同じ専門学校の東京校へ編入[2]。しかしタレントの仕事を通じて本物のヘアメイクの仕事ぶりを見るようになって「現実は厳しい」と思うようになったことで退学した[2]。
- イエローキャブの創設者でもあるサンズの野田義治社長も青木を狙っていたが、1日違いでほかの事務所にとられたという。[要出典]
- 『ねるとん紅鯨団』の芸能人限定企画「ねるとん紅鮭（べにしゃけ）団」に出演した際、司会者であるとんねるずの木梨憲武が青木のファンだったが、石橋貴明も青木を気に入ってしまい、いっしょにプリクラを撮ってもらうなどした。青木とカップルが成立したのは、極楽とんぼの加藤浩次だった。[要出典]
- 1998年年末から2000年半ばまでの芸能活動休止期間中、小室哲哉プロデュースによる歌手デビュー計画が進行していた。ただし、事務所側（スペースクラフト）がレコード会社に条件面で難題を吹っかけたために、突然の発売中止となった[7]。
- 引退記念写真集『青木裕子』は引退を決意した青木に対し、事務所側が出した譲歩案だった[7]。
- 2010年に夫が青木の籍に入り結婚、その後は子育てをしながら山形県米沢市にある実家の回転寿司店で働いている[8]。
- 2014年1月22日放送の『1番ソングSHOW 伝説のドラマ主題歌＆幻のアイドル大捜索！最強2本立てSP』（日本テレビ系）でテレビ番組に17年ぶりの出演。一児の母で、山形県にある回転寿司屋を夫婦で手伝っている[9]。

## 出演
テレビ
- ねるとん紅鯨団（1997年、関西テレビ）
- 中山秀征の写せっ!（1997年、フジテレビ） - UMC（写せモデルクラブ）のNo.1として出演
- ミックスパイください（CBC） - アシスタント
- もっとまっしぐら!!（ps-station.tv）

Vシネマ
- 新・美少女ミステリー トイレの花子さん 消えた少女の秘密（1997年9月19日、ポニーキャニオン） - 保健室の佐伯先生役（主役）
- 新・美少女ミステリー トイレの花子さん 恐怖校舎（1997年12月17日、ポニーキャニオン） - 保健室の佐伯先生役（主役）

CM
- サントリー「ミルパワー」（1996年）
- エレクトロニック・アーツ「新テーマパーク」（1997年）

キャンペーン
- コニカ（1998年）
- トレンドマイクロ「ウィルスバスター98」（1998年）

## 作品
写真集
- どうしようもないくらい好き（1996年7月25日、ワニブックス）ISBN 978-4847024351
- 青木裕子引退記念写真集（2000年7月22日、メディアファクトリー、撮影：井ノ元浩二、塚田和徳、西田幸樹、木村晴、永利隆之、藪下修）ISBN 978-4840101158

イメージビデオ
- Trip（ビデオ版）(ポニーキャニオン）
- Trip（DVD版）(ポニーキャニオン）

音楽
- アルバム『Blue』（CD+DVD）（UMCK-1156） - 「icy blue」名義